# Carolin Nytraová
Carolin Nytraová (* 26. února 1985 Hamburk) je německá atletka, sprinterka, která se věnuje krátkým překážkovým běhům.

## Kariéra
V roce 2004 skončila na juniorském mistrovství světa v italském Grossetu na šestém místě. Šestá doběhla také o rok později na mistrovství Evropy do 23 let v německém Erfurtě. V roce 2008 reprezentovala na letních olympijských hrách v Pekingu, kde ve druhém semifinálovém rozběhu v závodě na 100 metrů překážek skončila v čase 12,99 s na 7. místě a do osmičlenného finále nepostoupila.
Na halovém ME 2009 v Turíně doběhla v závodě na 60 metrů překážek v prvním semifinálovém běhu na pátém místě v čase 8,05 a do finále těsně nepostoupila, když stejný čas zaběhla také čtvrtá Cindy Billaudová z Francie. Se stejným časem postupovala z druhého semifinále i pozdější stříbrná medailistka Lucie Škrobáková. Ve stejném roce na MS v atletice v Berlíně obsadila v semifinále třinácté místo ze 24 závodnic a byla celkově třetí nejlepší Evropankou.
V halové sezóně roku 2010 ji patřil nejrychlejší čas z evropských překážkářek, když 28. února v Karlsruhe zaběhla čas 7,89 s. Díky problémům s Achillovou šlachou však neodcestovala na halové MS do katarského Dauhá.
Dne 8. července 2010 zaběhla na mítinku Diamantové ligy ve švýcarském Lausanne sto metrů s překážkami v novém osobním rekordu 12,57 s. Tento výkon byl šestým nejlepším časem roku 2010, když rychleji běžela čtyřikrát jen Kanaďanka Priscilla Lopes-Schliepová a Američanka Lolo Jonesová (12,55). Na Mistrovství Evropy v atletice 2010 v Barceloně vybojovala v čase 12,68 s bronzovou medaili. Stříbro získala Irka Derval O'Rourkeová, která byla o tři setiny sekundy rychlejší a mistryní Evropy se stala turecká překážkářka Nevin Yanıt.
V roce 2011 se stala v Paříži halovou mistryní Evropy v běhu na 60 m překážek. Ve finále zaběhla trať v čase 7,80 s, stejně jako Britka Tiffany Ofiliová. Té však cílová fotografie přidělila stříbro. Bronz za 7,83 s brala Christina Vukičevičová z Norska.

## Soukromý život
Jejím přítelem je německý atlet, dvojnásobný halový mistr Evropy ve skoku do dálky Sebastian Bayer.